# Giuseppe Moletti

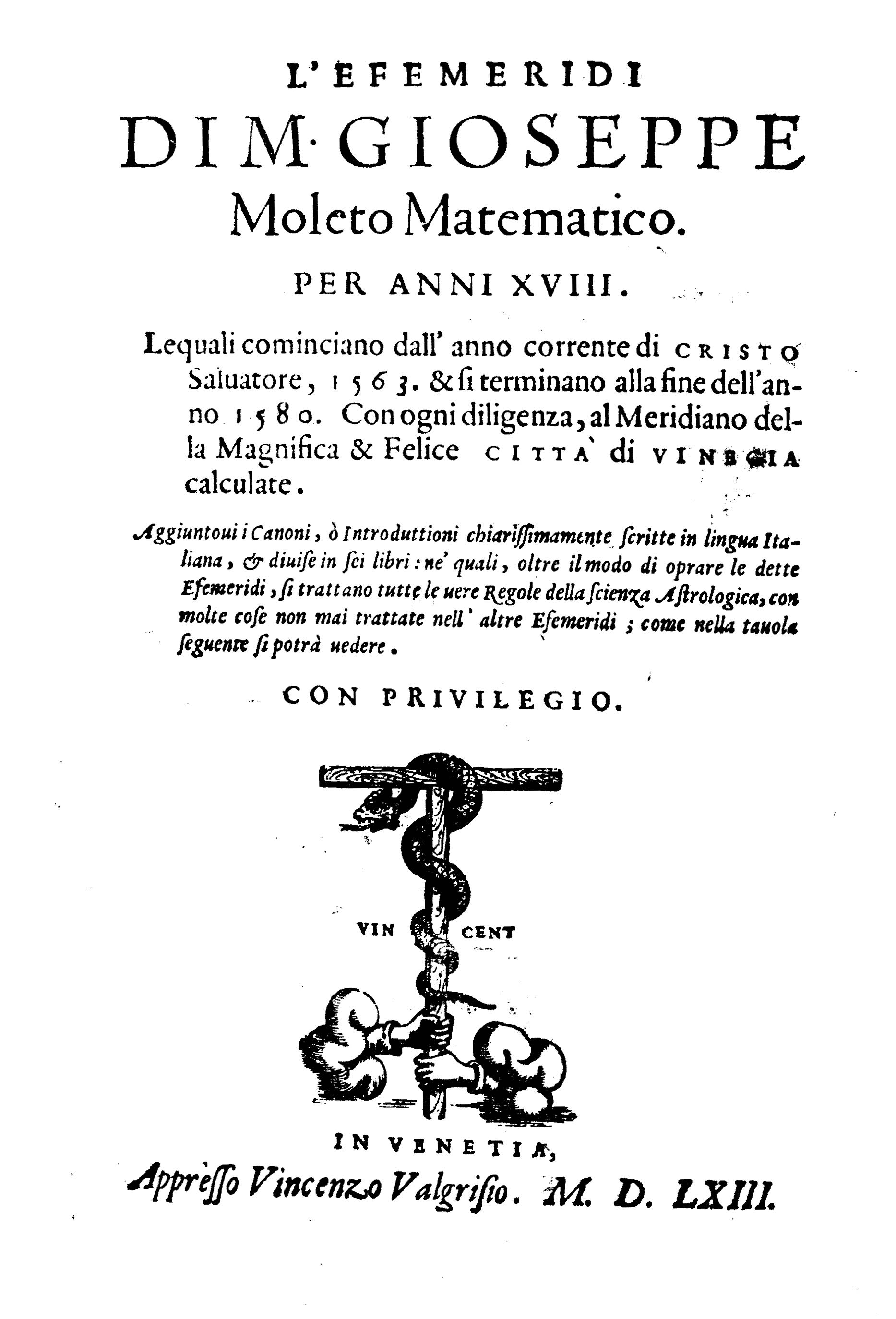
Ephemeriden von Moletti, 1563

Giuseppe Moletti, auch Moleti, Moleto und andere Schreibweisen, (*  1. Mai 1531 in Messina; † 25. März 1588 in Padua) war ein italienischer Physiker, Mathematiker und Astronom. Er war an der Gregorianischen Kalenderreform beteiligt und Vorläufer von Galileo Galilei auf dem Lehrstuhl für Mathematik in Padua.

## Leben
Er kam aus einer angesehenen Familie in Messina und war dort, nachdem seine Begabung in Mathematik und Naturwissenschaft erkannt wurde, Schüler von Francesco Maurolico. Molettis Ruf verschaffte ihm eine Einladung an den Hof von Mantua, wo er Mathematik-Lehrer des Prinzen Vincenzo in der Herzogsfamilie war. Nach zwölf Jahren in Mantua erhielt er einen Ruf auf den Lehrstuhl für Mathematik in Padua, das damals der Republik Venedig unterstand. Hier begann seine Arbeit an der Gregorianischen Kalenderreform, die 1582 in Kraft trat.
Moletti stand mit dem jungen Galileo Galilei in Pisa in Kontakt, der ihm Arbeiten über die Lage von Schwerpunkten zukommen ließ. Moletti stand in Padua in hohem Ansehen und erst vier Jahre nach seinem Tod wurde sein Lehrstuhl durch Galilei neu besetzt.
Viele seiner geplanten Werke blieben unvollendet, gedruckt wurden nur vier Bücher: eine Einleitung in die Geographie, enthalten in einer Ausgabe der Geographie von Claudius Ptolemäus, Ephemeriden, ein astronomisches Tafelwerk und eine Abhandlung über die Kalenderreform. In seinem Nachlass sind neben Vorlesungsmaterialien (Euklids Elemente, die Optiken von Witelo und Alhazen, die Sphaera von Sacrobosco) Kommentare zu Nikolaus Kopernikus De revolutionibus orbium coelestium  und die Sphaera von Theodosios von Bithynien sowie unvollendete Werke (über Arithmetik, Philosophie der Mathematik, zur Einführung in die Astrologie und Ephemeriden nach Kopernikus).
Von besonderem Interesse für die Wissenschaftsgeschichte war sein ungedrucktes Manuskript über Mechanik (im 19. Jahrhundert durch den Galilei-Forscher Giambattista Venturi in der Bibliotheca Ambrosiana gefunden und bekannt gemacht), die Dialoge über Mechanik. Darin versucht er die Mechanik streng als Wissenschaft gleichrangig mit anderen Bereichen angewandter Mathematik wie Astronomie, Optik und Harmonik auszubauen und auch in andere Bereiche der Naturbeschreibung auszudehnen. Es beruhte auf einer damals bekannt gewordenen und einflussreichen Pseudo-Aristoteles-Schrift über Mechanik.  Hier findet sich auch das später von Galilei veröffentlichte Gesetz des freien Falls, das im Gegensatz zur Lehre des Aristoteles stand: Körper gleicher Form fallen unabhängig von ihrem Gewicht gleich schnell. Moletti gab an, das selbst vielfach experimentell überprüft zu haben. Das Buch ist in Italienisch in Dialogform und sollte auch die Nützlichkeit der Mechanik propagieren (die Dialogpartner sind nur durch Anfangsbuchstaben gekennzeichnet, doch findet er zwischen dem Herzog von Mantua und einem ihn besuchenden adligen Offizier statt). In dieser Hinsicht ist es ähnlich späteren Werken von Galilei, Moletti versucht aber nicht eine mathematische Theorie der Bewegung zu entwickeln und auch seine experimentellen Fähigkeiten stehen hinter denen von Galilei weit zurück.

## Schriften
- W. R. Laird (Hrsg.): The unfinished manuscript of Giuseppe Moletti, An ediction and english translation of his Dialogue on Mechanics 1576. University of Toronto Press 2000